# بلفاع مركز الجديد (تفغلال)
بلفاع مركز الجديد هو دُوَّار يقع بجماعة بلفاع، إقليم شتوكة آيت باها، جهة سوس ماسة في المملكة المغربية. ينتمي الدوّار لمشيخة تفغلال التي تضم 10 دواوير. يقدر عدد سكانه بـ 2092 نسمة حسب الإحصاء الرسمي للسكان والسكنى لسنة 2004.

## روابط خارجية
- البوابة الوطنية للجماعات الترابية نسخة محفوظة 12 مارس 2018 على موقع واي باك مشين.
- المندوبية السامية للتخطيط